# Beade (Vigo)
Beade es una parroquia del municipio de Vigo, en la comunidad autónoma de Galicia, España.

## Datos básicos
Según datos del padrón de 2010, contaba con una población de 5.170 habitantes, repartidos en 8 entidades de población.